# Johann Valentin Meder
Johann Valentin Meder (bautizado el 3 de mayo de 1649 – julio de 1719) fue un compositor alemán, organista, y cantante. (No debe ser confundido con el compositor alemán Johann Gabriel Meder, nacido en 1755 en Erfurt, y activo en Ámsterdam hasta 1800; ni hay evidencia de que los dos estuvieran relacionados.)

## Biografía
Meder Nació en Wasungen, Turingia en una familia musical donde su padre y cuatro hermanos eran todos organistas  o Kantors. Se cuenta que se mudó a Leipzig en 1666, donde empezó sus estudios Universitarios en teología en 1669. En 1670, Meder dejó Leipzig para seguir estudiando en la Universidad de Jena. Incapaz de conseguir un puesto en la Universidad,  recurrió a tomar un puesto como cantante profesional en el coro de la capilla de la Corte del Duque Ernst der Fromme (d. 1675).
Fue empleado como cantante de la Corte en Gotha en 1671, Bremen en 1672–1673, Hamburgo en 1673 y Copenhague y Lübeck donde en 1674 conoció a Buxtehude), cuyo trabajo influyó en las composiciones sacras de Meder. De 1674 a 1680 fue Kantor en el Gymnasium en Reval (ahora Tallin, Estonia).
Después de una estancia en Riga (ahora en Letonia), en 1685-1686 sucedió a Balthasar Erben como Kapellmeister en la Marienkirche (Iglesia de María) en Danzig (ahora Gdańsk, Polonia) en 1687. En 1698 el ayuntamiento de Danzig rechazó permitir una representación de su ópera Die wiederverehligte Coelia. Tuvo que representarla en la cercana ciudad de Schottland (ahora en Polonia), lo que le llevó a ser destituido de su puesto. Después de ser brevemente empleado como Kantor en la catedral en Königsberg (ahora Kaliningrado, Rusia), fue en 1700 a Riga, donde sirvió como Kantor hasta su muerte en 1719. (Durante este tiempo, en 1710, Riga fue tomada por Rusia a Suecia en la Gran Guerra del Norte.)
Según su contemporáneo más joven Johann Mattheson en su enciclopia Grundlage einer Ehren-Pforte, Meder era un cantante y organista excepcional, así como un reputado compositor. A pesar de su ubicación en la Europa del Norte, Meder estaba según Mattheson, bastante familiarizado con la música italiana del siglo XVII, como la de Giacomo Carissimi y Antonio Cesti, y había aprendido italiano en su juventud. Mattheson argumenta que Meder habría llegado a ser director de música de la Corte sueca en Estocolmo si no hubiera sido por la Gran Guerra del Norte, que implicó a Suecia, Rusia, Dinamarca, Sajonia, Polonia y Lituania.

## Obras
Entre los más de 130 obras sacras inventariadas de Meder hay 37 trabajos corales.  Uno de ellos, el oratorio Pasión según San Mateo de 1700, se anticipa a Bach poniendo las palabras de Jesús en estilo arioso.  Se le conocen tres óperas, de las cuales sólo una Die beständige Argenia (interpretada en Reval (Tallin), 1680) sobrevive; se ha perdido Die wiederverehligte Coelia (1698) y Nero (Danzig, 1695). Sobreviven un pequeño número de sus trabajos profanos. 13 de sus composiciones se conservan en la Colección Düben en Uppsala.